# Karakul (obwód omski)
Karakul (ros. Каракуль) – wieś (dieriewnia) w Rosji, w obwodzie omskim, w rejonie bolszerieczeńskim. W 2010 liczyła 85 mieszkańców, głównie Tatarów Syberyjskich.